# USS LST-531
O USS LST-531 foi um navio de guerra norte-americano da classe LST que operou durante a Segunda Guerra Mundial.